# Eburia pinarensis
Eburia pinarensis là một loài bọ cánh cứng trong họ Cerambycidae.